# Национальный художественный музей Республики Саха (Якутия)
Национальный художественный музей Республики Саха (Якутия) — крупнейшее художественное собрание на севере-востоке Сибири, расположенное в г. Якутске. В музейном фонде хранятся произведения зарубежных, российских мастеров XVI—XX столетий, широкая панорама искусства Якутии XVIII — начала XXI веков.
В городе функционируют три филиала музея — Галерея зарубежного искусства им. М. Ф. Габышева, Картинная галерея академика Афанасия Осипова и Выставочный зал. Музей имеет четыре филиала в улусах (районах) республики: Намском, Сунтарском, Таттинском и Булунском.

## История
История музея восходит к далёким 1920-м годам и связана с научно-исследовательским обществом «Саха кэскилэ» (Будущее якутов), в котором секцию искусства с самого начала возглавляли выдающиеся деятели национальной культуры, литературы и искусства П. А. Ойунский и А. И. Софронов. Основой собрания музея стали 27 живописных произведений из фондов Государственной Третьяковской галереи, переданных в дар республике в 1928 году.
В 1946 году картинный зал, при деятельном участии учёного-этнографа С. И. Боло, первых художников Якутии П. П. Романова, М. М. Носова, был преобразован в Якутский музей изобразительных искусств.
В 1970 году Якутскому республиканскому музею изобразительных искусств присвоено имя профессора М. Ф. Габышева.
В 1995 году на базе Якутского республиканского музея изобразительных искусств имени профессора М. Ф. Габышева создан Государственный музейный художественный комплекс «Национальный художественный музей Республики Саха (Якутия)» с филиалами: Харбалахская картинная галерея (Таттинский улус), Вилючанская художественная галерея (Сунтарский улус), Намский художественный музей (Намский улус), Тиксинский музей культуры и искусства Арктики (Булунский улус).
В 2002 году музею было передано здание типографии им. Ю. Гагарина, в которое музей переехал в 2005 году после реставрации.
В 2006 году музей посетил Владимир Путин.

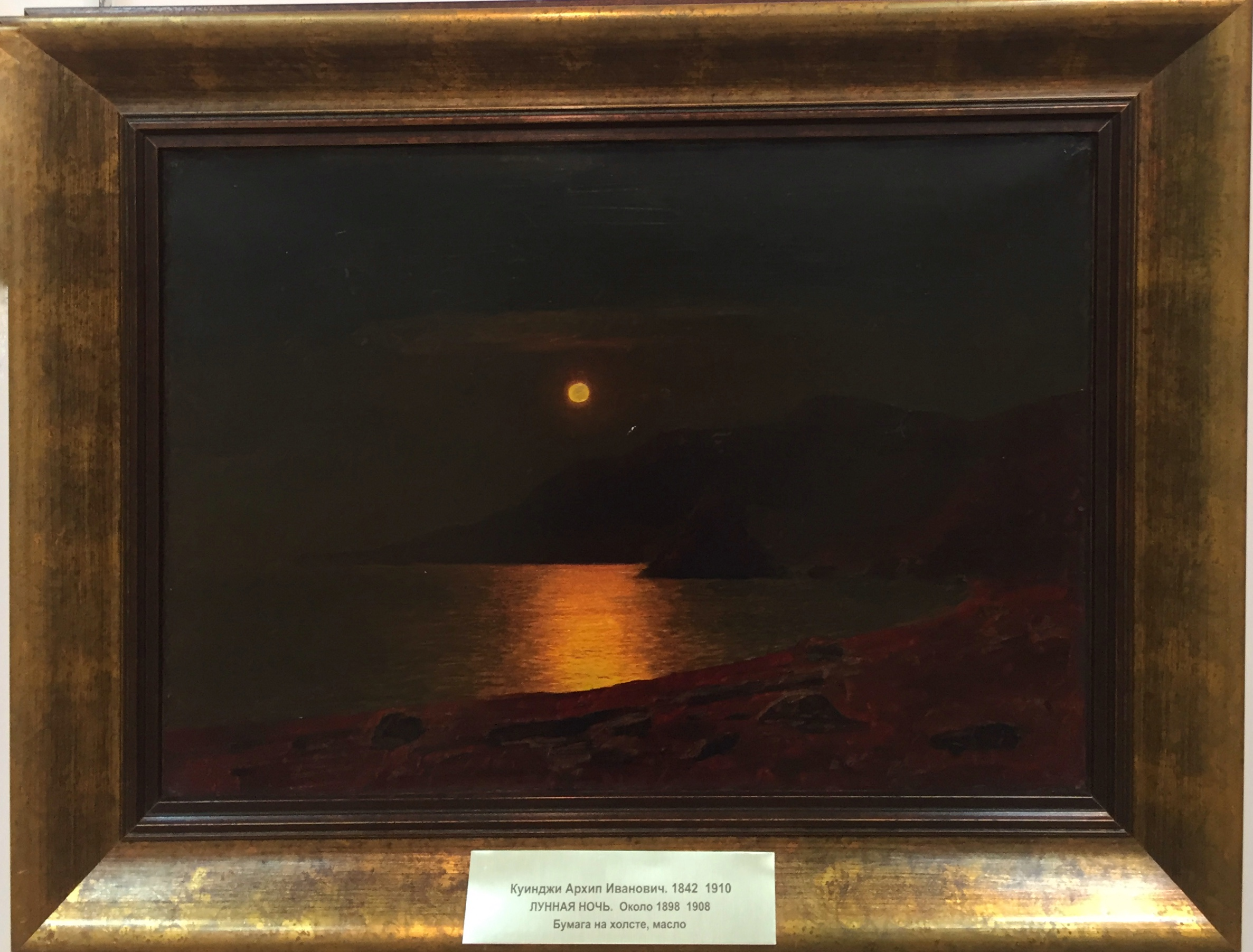
Картина Архипа Куинжи "Лунная ночь" из собрания музея

В столице Якутии работают — Галерея зарубежного искусства им. М. Ф. Габышева, Картинная галерея академика Афанасия Осипова, Выставочный зал музея. Собрание музея включает коллекции отечественного и зарубежного искусства XVI—XX вв. Классическое русское искусство XVIII—XX веков представлено подписными подлинниками В. А. Тропинина, И. К. Айвазовского, И. И. Шишкина, К. Е. и В. Е. Маковских, И. И. Левитана, А. И. Куинджи, К. А. Коровина и другие.
Самая значительная часть собрания — коллекция искусства Якутии XVIII—XX вв. — живопись, графика, скульптура, народное и декоративно-прикладное искусство. Уникален раздел якутской резной кости — промысла, известного с XVIII столетия (шкатулки, подчасники XIX в.), богатейшее наследие народных мастеров, лауреатов Государственной премии России им. И. Е. Репина — Т. В. Аммосова, С. Н. Пестерева, С. Н. Петрова, произведения современных косторезов. Обширна коллекция традиционного национального искусства: художественного металла, резьбы по дереву, изделий из бересты, плетения из конского волоса, узорочного шитья и бисерной вышивки по меху и ткани.
Искусство XX века представлено всеми видами и жанрам, стилями и направлениями, включает монографические разделы ведущих художников Якутии: живописцев И. В. Попова, П. П. Романова, М. М. Носова, А. Н. Осипова, Э. И. Васильева, И. Е. Капитонова, А. Д. Васильева; графиков Э. С. Сивцева, В. Р. Васильева, А. П. Мунхалова, В. С. Карамзина, М. А. Рахлеевой, М. Г. Старостина, Т. Е. Шапошниковой и многих других.
Постоянная экспозиция размещена в основном трёхэтажном здании музея в центре города, где представлены в наиболее полном объёме коллекции изобразительного искусства Якутии, декоративно-прикладного творчества, произведения известных художников русского и отечественного искусства ХVII — XX веков.